# Gayradiobec.com
Gayradiobec.com est la première webradio LGBT de langue française au Canada sur Internet fondé par le Montréalais Pierre Goudreau depuis novembre 2003,.
Basée à Montréal et accessible partout dans le monde via Internet. Ses auditeurs résident principalement au Québec, au Canada, aux États-Unis et dans les pays de l'Union européenne.
Une programmation généraliste diffusée en continu, 24 heures sur 24, 7 jours sur 7, majoritairement en français, mais qui laisse place aux autres langues et autres cultures.
Une programmation exclusivement musicale Dance, Electro, Vocal Trance, House, 24 heures sur 24, 7 jours sur 7, a vu le jour sur la seconde radio Gayradiobec 100 % Dance créée en novembre 2010 puis qui a changé de nom en avril 2012 pour Clubbing Station.
Les animateurs et les émissions proviennent du monde entier mais plus spécialement des villes suivante : Montréal, ville de Québec, Paris, Toulouse, Coulgens, Bruxelles.
La station de radio offre son soutien à plusieurs organismes de la communauté LGBT locale de Montréal, dont : 
- L'organisme Gai Écoute, Centre d'aide, d’écoute téléphonique et de renseignements pour la communauté LGBT du Québec.
- La fondation BBCM[3], soutien aux organisations d’aide directe aux personnes atteintes du VIH/SIDA à Montréal.
- Les 1ers Outgames mondiaux Montréal 2006.

Pierre Goudreau a fermé gayradiobec.com le 31 mars 2015 après 12 ans d'existence.